# طبق رئيسي
الطبق الرئيس أو الطبق الرئيسي هو الطبق المميز أو الأساسي في أي وجبة تتكون من عدة أطباق. وعادة ما يتبع طبق المقبلات. وربما يُسمى في الولايات المتحدة باسم «الطبق الرئيسي».

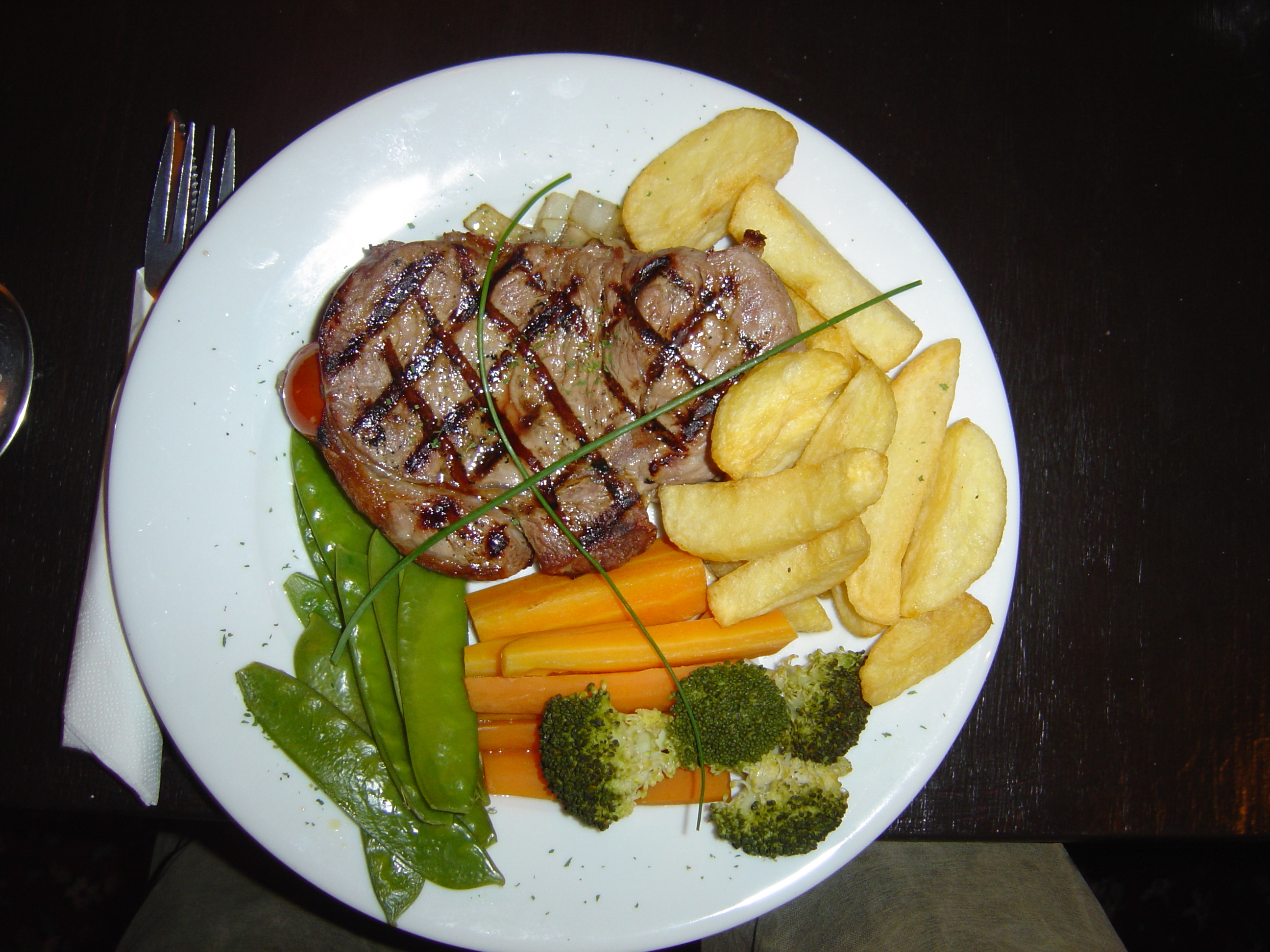
عشاء مكون من شريحة من لحم الخاصرة. شريحة لحم الخاصرة هي الطبق الرئيسي هنا.

عادةً ما يكون الطبق الرئيسي هو أكثر الأطباق دسامة وشهية كما أنه الطبق الأكثر غنى بالفيتامينات أو الأهم على القائمة. وعادة ما يكون المكون الرئيسي لحما أو سمكًا؛ أما في الوجبات النباتية يحاول الطبق الرئيسي محاكاة طبق اللحم في بعض الأحيان[بحاجة لمصدر]. وغالبًا ما يسبق الطبق الرئيسي أحد الـمقبلات و/أو شربة و/أو سلطة ويليه طبق الحلويات. ولهذه الأسباب، يُشار إلى الطبق الرئيسي أحيانًا باسم «طبق اللحوم».
في العشاء الرسمي، يمكن أن يأتي الطبق الرئيسي المعد جيدًا على قمة أشهى الأكلات طعمًا. ففي مثل هذه القائمة، يتم تصميم الأطباق السابقة بحيث تكون بمثابة تجهيز للطبق الرئيسي وتمهيد الطريق له بطريقة تجعل الناس ينتظرونه، وعندما تكون القائمة ناجحة، يزداد رضا الناس بها مما يجعل العشاء لذيذًا. أما الأطباق التي تلي الطبق الرئيسي فهي تعمل على تهدئة الحنك والمعدة، وتعمل كنوع من الخاتمة أو المهدئ.

## وصلات خارجية
- Wikibooks Cookbook